# Баширов, Марат Фаатович
Мара́т Фаа́тович Баши́ров (тат. Марат Фоат улы Бәширов; род. 20 января 1964, Ижевск) — российский политтехнолог, с 3 июля по 20 августа 2014 года — председатель Совета министров подконтрольной России Луганской Народной Республики, генеральный директор АНО «Центр Изучения Проблем Международных Санкционных Режимов». Автор популярного телеграм-канала «Политджойстик».
Из-за поддержки российско-украинской войны — под санкциями 27 стран ЕС, Великобритании, Канады, Швейцарии, Австралии, Японии, Украины, Новой Зеландии.

## Биография
Родился 20 января 1964 года в Ижевске в татарской семье.

## Образование
В 1986 году окончил факультет приборостроения Ижевского механического института по специальности «инженер конструктор — технолог радиоэлектронной аппаратуры»..
В 2008 году прошёл обучение в Академии народного хозяйства при Правительстве РФ по программе «Реформирование и развитие ЕЭС России».
В 2012 году окончил факультет MBA «Связи с государственными органами (GR)» в МГУ имени М.В. Ломоносова.

## Профессиональная деятельность
В 1987 году направлен на службу в органы МВД города Ижевска.
С 1991 года — депутат Октябрьского районного Совета народных депутатов, председатель комитета по правопорядку, потом — заместитель Председателя Октябрьского районного Совета народных депутатов.
С 1994 года был помощником председателя комитета Совета Федерации РФ по международным делам Владимира Подопригоры.
С 1997 года работал гендиректором компании «Имидж-контакт 18». Принимал участие на президентских выборах в России, на Украине, выборах Государственной Думы РФ, губернаторов российских регионов.
С 2003 по 2004 год — заместитель начальника управления общественных связей, руководитель пресс-службы губернатора Нижегородской области.
С апреля 2013 года — председатель наблюдательного совета Межрегионального объединения работодателей поставщиков энергии (РАПЭ).
С февраля 2014 года — президент Некоммерческого партнёрства «Национальная лига специалистов по связям бизнеса и государства» (GR-лига).
Член Национального реестра независимых директоров при Российском союзе промышленников и предпринимателей.
Член рабочей группы по ЖКХ Общественного Совета Министерства регионального развития РФ.
Член комиссии Министерства энергетики РФ по проведению конгрессов и выставочной деятельности.
Член комиссии по энергетике РСПП.
Член экспертного Совета ФАС РФ.
Генеральный директор АНО «Центр Изучения Проблем Международных Санкционных Режимов».

### Ренова
С апреля 2004 года работал советником гендиректора ЗАО «Ренова».
С мая 2005 года — руководитель дирекции региональных проектов АНО «Институт корпоративного развития» (группа компаний «Ренова»).
С февраля 2008 года — старший вице-президент по стратегическим коммуникациям и региональной политике ЗАО Комплексные энергетические системы (КЭС).
С 2011 по 2013 год — директор по взаимодействию с органами власти и стратегическим коммуникациям ЗАО «КЭС».
С июля 2012 года — председатель Совета директоров ОАО Территориальной генерирующей компании № 5.

### Война на Донбассе
3 июля 2014 года глава подконтрольной России Луганской Народной Республики Валерий Болотов назначил Марата Баширова исполняющим обязанности председателя Совета министров ЛНР. Занимавший ранее кресло премьера Василий Никитин стал первым заместителем Баширова. Через 4 дня Баширов был утверждён в должности сессией Верховного Совета ЛНР.
В июле 2014 года Баширов попал в санкционный список Евросоюза в связи с войной на Донбассе.
20 августа 2014 вышел в отставку в связи с уходом Валерия Болотова от власти.

### Дальнейшая деятельность
Является автором Telegram-канала «Политджойстик».
В феврале 2019 года заключил с ЭИСИ договор, по которому за 2,2 млн. руб. совершал «мониторинг общественно-политической деятельности в субъектах РФ». В 2023 году стал экспертом ЭИСИ.

## Международные санкции
Из-за поддержки российской агрессии и нарушения территориальной целостности Украины во время российско-украинской войны находится под персональными международными санкциями разных стран. С 12 марта 2022 года находится под санкциями всех стран Европейского союза. С 16 сентября 2022 года находится под санкциями Великобритании. С 24 июля 2014 года находится под санкциями Канады. С 16 марта 2022 года находится под санкциями Швейцарии. С 1 октября 2020 года находится под санкциями Австралии. С 5 августа 2014 года находится под санкциями Японии.
Указом президента Украины Владимира Зеленского от 24 июня 2021 года находится под санкциями Украины. С 3 мая 2022 года находится под санкциями Новой Зеландии.

## Награды
Был признан лучшим GR-менеджером 2013 года среди всех бизнесов группы компаний «Ренова».
Награждён благодарственной грамотой Президента РФ Путина В. В.